# آرلی مندس
آرلی مندس (اسپانیایی: Arley Méndez‎؛ زادهٔ ۳۱ دسامبر ۱۹۹۳) وزنه‌بردار اهل شیلی است.
وی در مسابقات کشوری و بین‌المللی در مجموع برندهٔ ۳ مدال طلا شده‌است.